# Rabe Ludwig von Dalwigk

Generalleutnant Rabe Ludwig von Dalwigk

Freiherr Rabe Ludwig von Dalwigk zu Lichtenfels (* 10. Oktober 1683; † 11. März 1754 in Ziegenhain) war hessen-kasselischer Generalleutnant und Gouverneur der Festung Ziegenhain.

## Leben

Haus Kampf in Dalwigksthal im 18. Jahrhundert

Dalwigk wurde wahrscheinlich auf Haus Kampf in Dalwigksthal, dem Gut seiner Vorfahren, geboren. Seine Eltern waren der kurbrandenburgische Oberstleutnant Johann Philipp von Dalwigk zu Lichtenfels (1629–1688) und dessen Ehefrau Anna Regina Christina von Habel zu Lützelwig. Er hatte sechs Brüder, die alle Soldaten wurden.
Er war sein Leben lang hessen-kasselischer Soldat. Schon 1701 trat er als Kornett in das hessische „Regiment von Boineburgk zu Pferd“ ein und machte dort bald Karriere: 1706 wurde er zum Leutnant befördert, 1711 wurde er Rittmeister, 1719 Major und 1728 Oberstleutnant. Im Jahre 1732 bekam er das Kommando über das Karabinier-Regiment zu Pferde. Er wurde 1734 Oberst, 1738 Kommandeur des Leibregiments zu Pferd in Kassel und ein Jahr später Chef des Regiments. Im Jahre 1743 wurde er zum Generalmajor befördert, drei Jahre später zum Generalleutnant. 1750 wurde er zum Gouverneur der Festung Ziegenhain ernannt.

## Nachkommen
In seiner Zeit als Major lernte er Elisabeth Franziska Sophie von Bobenhausen gen. Mernolfs, kennen, die damals mit dem Leutnant Johann Friedrich von Büssing (Bissing) verheiratet war. Daraus ergab sich eine Liebschaft, und seine Geliebte gebar ihm einen Sohn, Georg Ludwig, den er offiziell anerkannte und im Alter von zehn Jahren in eine Kadettenanstalt gab. Georg Ludwig wurde preußischer General und Stammvater der inzwischen im Mannesstamme erloschenen schlesischen Freiherren von Dalwig.